# Go Round/YEAH-OH
《Go Round／YEAH-OH》是安室奈美惠以個人單獨名義在2012年3月21日發行的第39張單曲。以CD ONLY、CD+DVD兩形式發行。

## 簡介
- 與上作《Sit! Stay! Wait! Down!/Love Story》相隔約4個月的新單曲。
- 原定《Go Round》單A單曲，後來緊急把B面歌《YEAH-OH》改為雙A面單曲。
- 《Go Round》、《YEAH-OH》兩曲皆由上作《Love Story》的作曲者T-SK創作。
- 專輯《Uncontrolled》其後收錄本作兩曲的英文版本，並把歌名改為《GO ROUND ('N ROUND 'N ROUND)》跟《SINGING "YEAH-OH"》。
- CD+DVD版本先行購入特典為非賣品B2海報A(Go Round ver.)、CD版本特典則為非賣品B2海報B(YEAH-OH ver.)。

## 收錄歌曲
CD
1. Go Round
  - 作詞：AILI／作曲：T-SK、Tesung Kim、Liv Nervo、Mim Nervo
  - 高絲「丰靡美姬‧幻粧」廣告歌
2. YEAH-OH
  - 作詞：DOUBLE、Liv Nervo、Mim Nervo／作曲：T-SK、Tesung Kim、Liv Nervo、Mim Nervo
3. Go Round (Instrumental)
4. YEAH-OH (Instrumental)

DVD
1. Go Round（Music Video）
2. YEAH-OH（Music Video）

## 資料來源
- 安室奈美恵 Information